# Мінерал Дюррфельда
Мінерал Дюррфельда (рос. минерал Дюррфельда; англ. Durrfeld mineral; нім. Dürrfeld-Mineral n) — титанат магнію. Виявлений у вигляді дрібних чорних кристалів у друзових порожнинах граніту Епрехштайн з гори Фіхтель (Баварія, ФРН), V. Dürrfeld, 1910.